# Brandon Silvestry
Brandon Silvestry, pseud. Kaval (ur. 6 września 1979 w Nowym Jorku) – amerykański wrestler, zwycięzca 2 sezonu NXT. Były zawodnik rosteru SmackDown. 23 grudnia 2010 WWE rozwiązało z nim kontrakt. Walczył w TNA pod pseudonimem Low Ki i Senshi.

## World Wrestling Entertainment (2010)
1 czerwca zostało oficjalnie ogłoszone, że Kaval będzie uczestnikiem 2 sezonu NXT. Jego mentorkami były Michelle McCool i Layla. 15 czerwca w odcinku NXT został pokonany przez Alexa Riley w swoim debiucie, a w następnym tygodniu został pokonany przez Eliego Cottonwood. 29 czerwca Kaval, w drużynie z Michael McGillicutty i Cannon Lucky pokonali Alexa Rileya, Eliego Cottonwood i Tytusa O’Neila. Dało to Kavalowi pierwsze zwycięstwo w NXT.
9 sierpnia debiutanci pojawili się w Six-Man Tag Team Matchu na RAW, w którym team Kavala przegrał po przypięciu Kavala przez Husky’ego Harrisa. Po meczu Kaval został zaatakowany przez Sheamusa. Następnej nocy na NXT team Kavala wygrał pojedynek rewanżowy po przypięciu McGillicutty’ego przez Kavala. 31 sierpnia Kaval wygrał drugi sezon NXT.
Po jego zwycięstwie w NXT Kaval został przeniesiony do rosteru SmackDown, w którym 19 listopada wygrał swój pierwszy mecz pokonując WWE Intercontinental Championa Dolpha Zigglera w meczu non-title. Po zwycięstwie Kaval ogłosił, że będzie chciał zdobyć WWE Intercontinental Championship na Survivor Series. Jednak na Survivor Series Kavalowi nie powiodła się próba zdobycia WWE Intercontinental Championship. 23 grudnia 2010 Kaval poprosił o rozwiązanie kontraktu z WWE. Podpisał kontrakt z Total Nonstop Action Wrestling.

## W wrestlingu
- Finishery
  - Dragon Clutch
  - Ghetto Stomp
  - Ki Krusher (Fisherman driver)
  - Warrior’s way

- Signature moves
  - Dragon’s Bite
  - The Dragon Wing
  - Final Four
  - Headbutt
  - Iron Octopus
  - Ki Krusher
  - Knife-edged chop
  - Krush Kombo
  - Matrix
  - Mongolian chop
  - Phoenix Splash
  - Powerdrive Elbow
  - Bite of the Dragon
  - Scorpion Fire

- Pseudonimy
  - "The Warrior"
  - "The World Warrior"

## Osiągnięcia
- East Coast Wrestling Association
  - ECWA Tag Team Championship (2 razy) – z American Dragon i Xavier
  - Super 8 Tournament (2001)
  - ECWA Hall of Fame (2007)

- Florida Championship Wrestling
  - FCW Florida Tag Team Championship (1 raz) – z Michael McGillicutty

- Future of Wrestling
  - FOW Heavyweight Championship (1 raz)

- Future Wrestling Alliance
  - FWA Heavyweight Championship (1 raz)

- Impact Championship Wrestling
  - ICW Championship (1 raz)

- Independent Wrestling Association Mid-South
  - Ted Petty Invitational (2006)

- International Wrestling Cartel
  - IWC Super Indies Championship (1 raz)

- Jersey All Pro Wrestling
  - JAPW Heavyweight Championship (3 razy)
  - JAPW Light Heavyweight Championship (1 raz)

- Jersey Championship Wrestling
  - JCW Championship (1 raz)
  - JCW Tag Team Championship (1 raz) – z Mafia

- Long Island Wrestling Federation
  - LIWF Light Heavyweight Championship (1 raz)

- New Japan Pro-Wrestling
  - IWGP Junior Heavyweight Championship (1 raz)

- Pro Wrestling Zero1
  - NWA International Lightweight Tag Team Championship (1 raz) – z Leonardo Spanky
  - NWA/UPW/ZERO-ONE International Junior Heavyweight Championship (1 raz)

- Premiere Wrestling Federation
  - PWF Heavyweight Championship (1 raz)

- Pro Wrestling Guerrilla
  - PWG World Championship (1 raz)
  - Battle of Los Angeles (2008)

- Pro Wrestling Illustrated
  - PWI uplasowało go na miejscu #26 w rankingu 500 najlepszych wrestlerów w 2003 roku

- Pro Wrestling WORLD-1
  - WORLD-1 Openweight Championship (1 raz)

- Ring of Honor
  - ROH Championship (1 raz)

- Total Nonstop Action Wrestling
  - NWA World Tag Team Championship (3 razy) – z Christopher Daniels i Elix Skipper
  - TNA X Division Championship (2 razy)

- USA Pro Wrestling
  - UXA Pro Tag Team Championship (1 raz) – z Xavier

- World Wrestling Entertainment
  - Zwycięzca 2 sezonu NXT

- World Xtreme Wrestling
  - WXW Cruiserweight Championship (1 raz)

- Wrestling Observer Newsletter
  - Worst Worked Match of the Year (2006)